# Fernando Bórquez
Héctor Fernando Bórquez Montecinos (Castro, 6 de junio de 1968) es un político chileno, exgobernador de la provincia de Chiloé y ex consejero regional de Los Lagos.

## Biografía

### Carrera política
Ingresó al partido Renovación Nacional en 2008, lugar donde ocupó algunos cargos locales hasta ser presidente distrital de Chiloé y Palena y consejero nacional del partido.
Entre 2008 y 2012 se desempeñó como concejal de la comuna de Castro. Durante el primer Gobierno de Sebastián Piñera, entre 2010 y 2014, fue jefe de gabinete de la gobernación provincial de Chiloé y, en 2013, fue elegido consejero regional de la Región de Los Lagos para el período 2014-2018.
Piñera lo nombró gobernador de la provincia de Chiloé, cargo que ejerció desde el 11 de marzo de 2018 hasta su renuncia en noviembre de 2020, en medio de fuertes críticas a su gestión y una controversia con varios gremios de la salud tras difundirse que habría sido nombrado como «asesor» en el Servicio de Salud Chiloé a pesar de su bajo nivel de escolaridad y carecer de formación profesional.
Fue presidente del Hogar de Cristo de la comuna de Castro, presidente del Club Deportivo Arco Iris y Secretario Asociación de Fútbol de Castro.

### Vida personal
Está casado con Fátima Siegel, con quien tiene dos hijos.

## Historial electoral

### Elecciones parlamentarias de 2021
- Elecciones parlamentarias de 2021 a Diputado por el distrito 26 (Calbuco, Cochamó, Maullín, Puerto Montt, Ancud, Castro, Chaitén, Chonchi, Curaco de Vélez, Dalcahue, Futaleufú, Hualaihué, Palena, Puqueldón, Queilén, Quellón, Quemchi, Quinchao).[5]

| Candidato                    | Pacto                          | Partido  | Votos | %    | Resultado |
| ---------------------------- | ------------------------------ | -------- | ----- | ---- | --------- |
| Mauro González Villarroel    | Chile Podemos Más              | RN       | 9543  | 6.42 | Diputado  |
| Alejandro Bernales Maldonado | Nuevo Pacto Social             | PL       | 9160  | 6.16 | Diputado  |
| Héctor Ulloa Aguilera        | Nuevo Pacto Social             | IND-CIU  | 9109  | 6.12 | Diputado  |
| Fernando Bórquez Montecinos  | Chile Podemos Más              | IND-UDI  | 7700  | 5.18 | Diputado  |
| Arturo Sánchez Gatica        | Independiente (fuera de pacto) | IND      | 7556  | 5.08 |           |
| Albán Mancilla Díaz          | Nuevo Pacto Social             | PS       | 7247  | 4.87 |           |
| Carolina Cárcamo Hernández   | Nuevo Pacto Social             | PDC      | 6450  | 4.34 |           |
| Guillermo Roa Urzúa          | Nuevo Pacto Social             | PPD      | 6415  | 4.31 |           |
| Marcos Emilfork Konow        | Chile Podemos Más              | IND-UDI  | 6148  | 4.13 |           |
| Iván Bustamante Navarro      | Frente Social Cristiano        | PRCh     | 5996  | 4.03 |           |
| Alejandro Santana Riquelme   | Chile Podemos Más              | UDI      | 5677  | 3.82 |           |
| Jaime Sáez Quiroz            | Apruebo Dignidad               | RD       | 4766  | 3.20 | Diputado  |
| Ximena Uribe Canobra         | Partido de la Gente            | PDG      | 4688  | 3.15 |           |
| Daniel Cárdenas Mansilla     | Chile Podemos Más              | RN       | 4671  | 3.14 |           |
| Jairo Quinteros Rodríguez    | Frente Social Cristiano        | IND-PRCh | 4664  | 3.14 |           |
| Eduardo Ocampo Castillo      | Apruebo Dignidad               | PCCh     | 4466  | 3.00 |           |